# Victorieplein

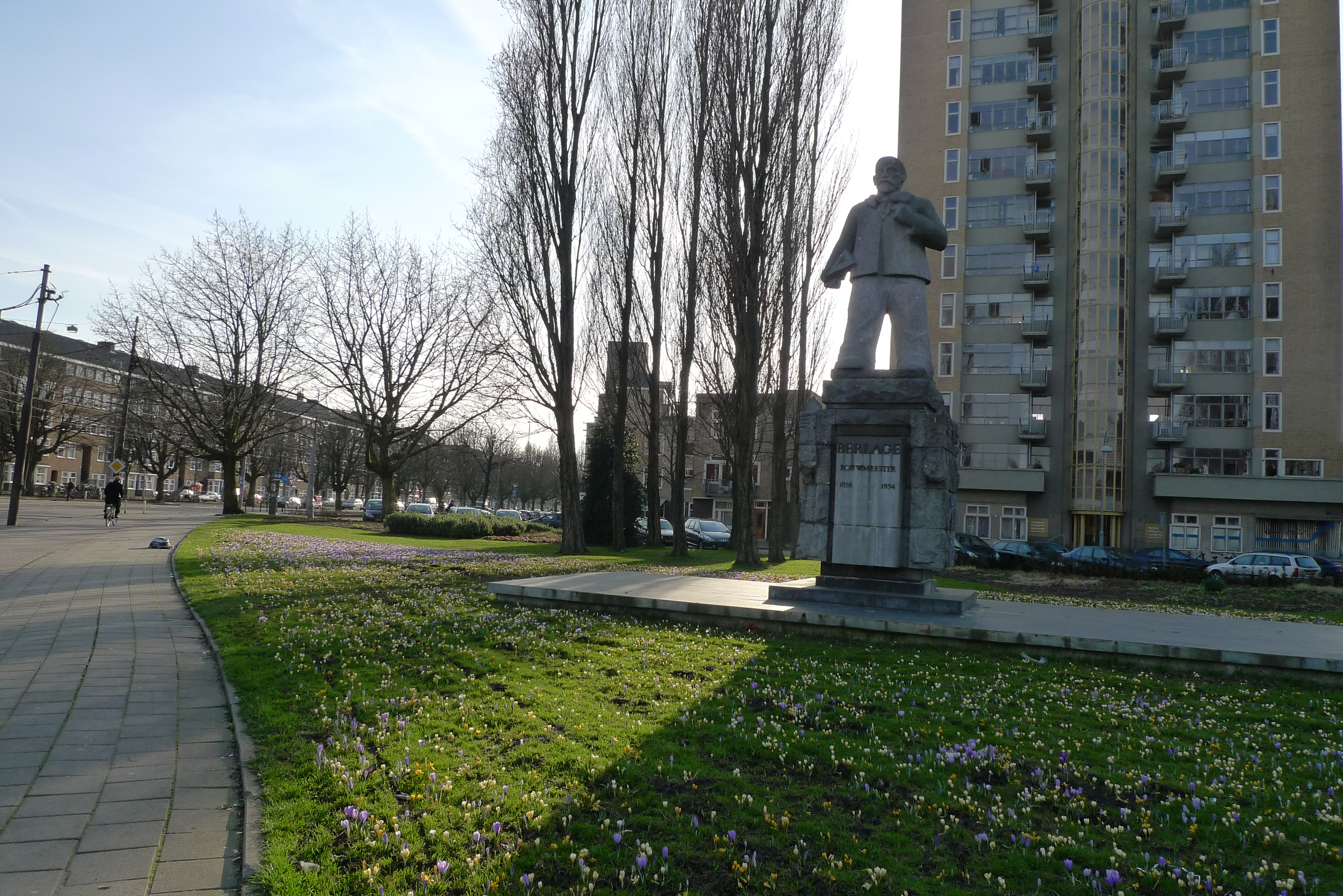
Monument d'Hildo Krop sur le Victorieplein.

Le Victorieplein (« Place de la Victoire » en néerlandais) est une place principale de la ville d'Amsterdam, située dans le quartier du Rivierenbuurt, dans l'arrondissement de Zuid. Elle fut aménagée dans le cadre du plan d'urbanisme « Plan Zuid » développé par l'architecte néerlandais Hendrik Petrus Berlage. Elle se trouve au confluent de trois avenues principales, Vrijheidslaan, Churchill-laan et Rooseveltlaan, initialement connues sous les noms respectifs de Amstellaan, Noorder Amstellaan et Zuider Amstellaan. La place donne ainsi au quartier une forme en Y caractéristique. Elle est également traversée par Van Woustraat et Rijnstraat.

## Histoire
En 1922, la place prit le nom de Daniël Willinkplein en l'honneur du poète et écrivain néerlandais Daniël Willink (1676-1722). Bien que Willink ne soit pas reconnu comme un poète prolifique, plusieurs de ses écrits ont acquis une valeur historique.
Le 20 juin 1943, l'espace de pelouse situé sur la place servit de point de rassemblement pour les Juifs du Rivierenbuurt. C'est depuis ce point qu'ils furent transportés vers la gare de Muiderpoort avant d'être envoyés au camp de Westerbork.
En 1946, les trois avenues convergeant vers la place furent rebaptisées en l'honneur des grands leaders alliés, Staline, Churchill et Roosevelt. La place fut quant à elle rebaptisée Victorieplein la même année. À la suite de l'invasion de la Hongrie le 4 novembre 1956, la Stalinlaan fut rebaptisée en Vrijheidslaan (« Rue de la liberté »).